# Псковська операція
Псковська операція (рос. Псковская операция) — фронтова наступальна операція радянських військ Ленінградського фронту, що проводилася з метою розгрому 18-ї армії вермахту, визволення Пскова та виходу сил фронту на рубіж південніше Псковського озера в роки німецько-радянської війни. Операція проводилася з 9 березня до 15 квітня 1944 року й завершилася невдачею. Радянським військам не вдалося виконати навіть найближче завдання, обмежившись локальним успіхом і просунувшись на окремих ділянках на 10-13 км.

## Історія

### Передумови
За задумом радянського командування після розгрому групи армій «Північ» у ході Ленінградсько-Новгородської операції Ленінградський фронт силами трьох армій свого лівого флангу, що вийшли на рубежі східніше Пскова, мали за підтримки авіації обійти з півдня місто і, оточивши війська вермахту, звільнити місто.
За планом операції формування 42-ї, 67-ї та 54-ї армії за підтримки 13-ї повітряної армії переходили в наступ і, прорвавши оборонний рубіж, вийти в тил німецьких військ. Силами 42-ї та 67-ї армій планувалося завершити оточення міста Псков, придушити опір військ, що обороняються, і в подальшому вийти на рубіж південний берег Псковського озера — Лізги — Мали — Ізборськ — Локно.

### Сили сторін

#### СРСР
- лівий фланг військ Ленінградського фронту (командувач — генерал армії Говоров Л. О.)
  - 42-га армія (генерал-полковник Масленников І. І., потім генерал-лейтенанти Романовський В. З., потім Свиридов В. П.)
    - 98-й стрілецький корпус
    - 108-й стрілецький корпус
    - 118-й стрілецький корпус
    - 123-й стрілецький корпус

  - 54-та армія (генерал-лейтенант Рогинський С. В.)
    - 99-й стрілецький корпус
    - 111-й стрілецький корпус
    - 119-й стрілецький корпус

  - 67-ма армія (генерал-лейтенант Свиридов В. П., потім генерал-лейтенант Романовський В. З.)
    - 7-й стрілецький корпус
    - 110-й стрілецький корпус
    - 116-й стрілецький корпус

  - 13-та повітряна армія (генерал-лейтенант Рибальченко С. Д.)

#### Третій Рейх
- 18-та армія (генерал-полковник Георг Ліндеман, з 29.03 генерал Герберт Лох)
  - 28-й армійський корпус (генерал артилерії Герберт Лох, з 28.03 генерал-лейтенант Герхард Мацкі)
    - 21-ша піхотна дивізія
    - 30-та піхотна дивізія

  - 38-й армійський корпус (генерал Курт Герцог)
    - 121-ша піхотна дивізія
    - 212-та піхотна дивізія
    - 24-та піхотна дивізія

  - 50-й армійський корпус (генерал Вільгельм Вегенер)
    - 218-та піхотна дивізія
    - 126-та піхотна дивізія
    - 19-та гренадерська дивізія СС (2-га латвійська)
    - 93-тя піхотна дивізія
    - 15-та гренадерська дивізія СС (1-ша латвійська)

### Хід операції
Частини 67-ї та 54-ї армій вели наступальні бої в період з 9 по 15 березня. За період боїв війська відчули сильний опір і постійні контратаки німецьких військ. Не зумівши звільнити Псков на початку березня, командування Ленінградського фронту вирішило у квітні відновити наступ на Псковському напрямку. Протягом другої половини березня війська були поповнені. З урахуванням накопиченого досвіду були створені штурмові батальйони, налагоджувалась взаємодія артилерії з іншими родами військ. Проте розпочата 31 березня друга фаза наступу, після успішного прориву німецької оборони, перейшла у позиційну битву на виснаження. Його учасники як радянської, так і з німецької сторони порівнювали цю битву з боями, проведеними під Ленінградом у 1942—1944 рр. Протягом наступних двох тижнів всі спроби радянських військ продовжити наступ були відбиті супротивником.